# رحيم أباد (أصفهان)
رحيم أباد هي قرية في مقاطعة أصفهان، إيران. عدد سكان هذه القرية هو 485 في سنة 2006.